# Emberiza
Emberiza es un género de aves paseriformes perteneciente a la familia Emberizidae. Sus miembros son conocidos con el nombre común de escribanos. Descrito por Carlos Linneo en su obra Systema Naturae de 1758, es el género tipo de la familia Emberizidae. El nombre del género procede de la palabra del alto alemán antiguo Embritz, que significa «escribano».

## Especies
- Emberiza affinis Heuglin, 1867 - escribano culipardo;
- Emberiza alcoveri Rando, López, y Segui, 1999 † - escribano patilargo;
- Emberiza aureola Pallas, 1773 - escribano aureolado;
- Emberiza bruniceps Brandt, 1841 - escribano carirrojo;
- Emberiza buchanani Blyth, 1845 - escribano cabecigrís;
- Emberiza cabanisi (Reichenow, 1875) - escribano de Cabanis;
- Emberiza caesia Cretzschmar, 1827 - escribano ceniciento;
- Emberiza calandra Linnaeus, 1758 - escribano triguero;
- Emberiza capensis Linnaeus, 1766 - escribano de El Cabo;
- Emberiza chrysophrys Pallas, 1776 - escribano cejigualdo;
- Emberiza cia Linnaeus, 1766 - escribano montesino;
- Emberiza cineracea C. L. Brehm, 1855 - escribano cinéreo;
- Emberiza cioides Brandt, 1843 - escribano de Brandt;
- Emberiza cirlus Linnaeus, 1766 - escribano soteño;
- Emberiza citrinella Linnaeus, 1758 - escribano cerillo;
- Emberiza elegans Temminck, 1836 - escribano elegante;
- Emberiza flaviventris Stephens, 1815 - escribano pechidorado;
- Emberiza fucata Pallas, 1776 - escribano orejudo;
- Emberiza godlewskii Taczanowski, 1874 - escribano de Godlewski;
- Emberiza hortulana Linnaeus, 1758 - escribano hortelano;
- Emberiza impetuani A. Smith, 1836 - escribano alaudino;
- Emberiza jankowskii Taczanowski, 1888 - escribano de Jankowski;
- Emberiza koslowi Bianchi, 1904 - escribano tibetano;
- Emberiza lathami J.E. Gray, 1831 - escribano crestado;
- Emberiza leucocephalos S. G. Gmelin, 1771 - escribano cabeciblanco;
- Emberiza melanocephala Scopoli, 1769 - escribano cabecinegro;
- Emberiza pallasi (Cabanis, 1851) - escribano de Pallas;
- Emberiza poliopleura (Salvadori, 1888) - escribano somalí;
- Emberiza pusilla Pallas, 1776 - escribano pigmeo;
- Emberiza rustica Pallas, 1776 - escribano rústico;
- Emberiza rutila Pallas, 1776 - escribano herrumbroso;
- Emberiza sahari Levaillant, J, 1850 - escribano sahariano;
- Emberiza schoeniclus (Linnaeus, 1758) - escribano palustre;
- Emberiza siemsseni (G.H. Martens), 1906 - escribano azul;
- Emberiza socotrana (Ogilvie-Grant y H. O. Forbes, 1899) - escribano de Socotora;
- Emberiza spodocephala Pallas, 1776 - escribano enmascarado;
- Emberiza stewarti (Blyth, 1854) - escribano de Stewart;
- Emberiza striolata (Lichtenstein, 1823) - escribano estriado;
- Emberiza sulphurata Temminck y Schlegel, 1848 - escribano japonés;
- Emberiza tahapisi A. Smith, 1836 - escribano canelo;
- Emberiza tristrami Swinhoe, 1870 - escribano de Tristram;
- Emberiza variabilis Temminck, 1836 - escribano gris;
- Emberiza vincenti (Lowe, 1932) - escribano de Vincent;
- Emberiza yessoensis (Swinhoe, 1874) - escribano culiocre.